# Prince of Persia (gra komputerowa 1989)
Prince of Persia – komputerowa gra platformowa wydana w roku 1989 przez studio Brøderbund Software. Pierwotnie wydana została na komputery Apple II, niedługo później ukazały się wersje m.in. na platformy Amiga, Commodore 64, Atari ST, PC, a także na konsole. Pomysłodawcą i autorem grafiki oraz samego kodu gry jest Jordan Mechner.
Gracz wciela się w tytułowego księcia, który ma za zadanie uwolnić księżniczkę z rąk złego wezyra Jaffara. Księżniczka otrzymuje ultimatum – albo poślubi Jaffara, albo umrze w ciągu godziny. Gracz ma więc jedynie godzinę na zapobieżenie nieszczęściu.

## Fabuła
Po wyjeździe króla Persji na wyprawę wojenną, władzę przejmuje zły wezyr Jaffar. Aby otrzymać pełną władzę nad Persją musi on poślubić księżniczkę. Ta nie chce za niego wyjść, bo jest już zakochana. Wezyr każe porwać jej wybranka, pozbawić broni i zamknąć w lochu, a jej samej daje ultimatum: musi się zgodzić poślubić go w ciągu godziny, a jeżeli się nie zgodzi to umrze. Bohater w lochach postanawia uratować ją. Na początku musi zdobyć broń, którą znajduje głębiej w więzieniu. Po zdobyciu jej pokonuje strażnika i rusza dalej. Po drodze natyka się na tajemnicze butelki, są w nich mikstury, które wzmocnią go, albo osłabią. Po przechodzeniu pomieszczeń i lochów, oraz pokonywaniu strażników, dociera w końcu do wezyra. Po walce z nim i pokonaniu go, bohater idzie do księżniczki i poślubia ją. Odtąd znany jest jako książę Persji.

## Rozgrywka
Gra jest typową platformówką 2D, gdzie bohater musi unikać wielu pułapek, by dotrzeć do końca etapu – każde końcowe drzwi prowadzą na kolejne piętro. Często potrzebne jest odblokowanie części etapu przez rozwiązywanie prostych zagadek (np. naciśnięcie przycisku w podłodze aktywującego kratę, czy ominięcie drugiego, który powoduje natychmiastowe jej opadnięcie. O ile na początku jest bezbronny, książę szybko zdobywa broń, musi ją jednak przed każdą walką wyciągnąć, inaczej ginie od pierwszego ciosu mieczem. W walce może blokować ataki przeciwników. Prince of Persia korzysta z wielu różnych (w swoim czasie uznanych za rewelacyjne) animacji postaci, mających znaczenie dla samej rozgrywki – np. powolne stąpanie powoduje, że książę nie spadnie w przepaść, czy też może przejść między kolcami). Gracz na przejście gry ma godzinę czasu rzeczywistego – po skończeniu się czasu następuje koniec gry i przegrana.